# یواس‌اس اسکورپیون (اس‌اس‌ان-۵۸۹)
یواس‌اس اسکورپیون (اس‌اس‌ان-۵۸۹) (به انگلیسی: USS Scorpion (SSN-589)) یک زیردریایی بود که طول آن ۷۶٫۸ متر (۲۵۲ فوت ۰ اینچ) بود. این زیردریایی در سال ۱۹۵۹ ساخته شد.